# 广州车务段
广深铁路股份有限公司广州车务段，简称广州车务段，是广深铁路股份有限公司下属主要承担高铁、普铁、城际列车旅客及货物运输任务的单位，段本部位于广州市天河区，成立于2005年6月9日。管辖里程957余公里，管辖京广铁路广坪段、广深铁路、赣韶铁路、甬广高铁等车站55个，分布于广东省广州市、深圳市、东莞市、清远市、韶关市、惠州市。
广州车务段前身为新街车务段，在原羊城铁路总公司于2005年至6月间的调整后更名为广州车务段，同时兼并棠溪车站、大朗车站。原韶关车务段兼并韶关车站。2006年3月23日，广铁决定撤销韶关车务段，合并入广州车务段。